# Instituto de Letras e Ciências Humanas da Universidade do Minho
A Escola de Letras, Artes e Ciências Humanas (abreviada com o acrónimo ELACH) é uma das Unidades Orgânicas de Investigação da Universidade do Minho. Tem sede no campus de Gualtar, desenvolvendo a sua atividade ainda no campus de Couros e no Edifício dos Congregados.. 
A ela pertencem sete departamentos, ligados às Humanidades, Culturas, Línguas e à Música, e dois centros de estudos o Centro de Estudos Humanísticos da Universidade do Minho (CEHUM) e o Centro de Ética, Política e Sociedade (CEPS). 
Adota como cor simbólica distintiva o azul "Pantone 300" definido no manual de identidade gráfica da Universidade do Minho. Celebra o Dia da Escola a 16 de dezembro. 

## Departamentos
A Escola de Letras, Artes e Ciências Humanas da Universidade do Minho é constituída pelos seguintes departamentos:
- Departamento de Estudos Asiáticos (DEA)
- Departamento de Estudos Germanísticos e Eslavos (DEGE)
- Departamento de Estudos Ingleses e Norte-Americanos (DEINA)
- Departamento de Estudos Portugueses e Lusófonos (DEPL)
- Departamento de Estudos Românicos (DER)
- Departamento de Filosofia (DFIL)
- Departamento de Música (DM)

## Oferta Educativa
A ELACH oferece 8 licenciaturas, 11 mestrados, e 5 doutoramentos.

### Licenciaturas
- Estudos Culturais
- Estudos Orientais: Estudos Chineses e Japoneses
- Estudos Portugueses
- Filosofia
- Línguas Aplicadas
- Línguas e Literaturas Europeias
- Música
- Teatro

### Mestrados
- Ciências da Linguagem
- Espanhol Língua Segunda e Língua Estrangeira
- Estudos Interculturais Português/Chinês
- Estudos Luso-Alemães
- Europeu em Lexicografia
- Filosofia Política
- Humanidades Digitais
- Língua, Literatura e Cultura Inglesas
- Português Língua Não Materna
- Literaturas de Língua Portuguesa
- Tradução e Comunicação Multilingue

### Doutoramentos
- Ciências da Cultura
- Ciências da Linguagem
- Ciências da Literatura
- Filosofia
- Modernidades Comparadas

## Mudanças de Nomenclatura
Aquando da sua criação a 11 de agosto de 1973, a Escola era denominada "Unidade Científico-Pedagógica de Letras e Artes". 
Tomou a denominação de "Instituto de Letras e Ciências Humanas" (abreviado com o acrónimo ILCH) em 1988 com a Lei da Autonomia Universitária. 
Em 2021, adotou a nomenclatura "Escola de Letras, Artes e Ciências Humanas" (abreviada com o acrónimo ELACH).